# PA-167
A  PA-167 é uma rodovia brasileira do estado do Pará. Se concluída, será a maior rodovia estadual em operação, ligando o extremo sul do estado até o Rio Amazonas, próximo a fronteira com o Amapá. Atualmente somente cerca de 70km de rodovia estão em operação, ligando o vilarejo de Pontal de Belo Monte à sede municipal de Senador José Porfírio. Essa estrada interceptaria em sua extremidade sul a BR-235, na área indígena Mencranotire; a Rodovia Transamazônica na cidade de Altamira, seguindo por um trecho concomitante de 80 km; tem sua extremidade norte na área urbana de Gurupá.
Está localizada na região sudoeste do estado, atendendo aos municípios de Altamira, Brasil Novo, Vitória do Xingu, Anapu, Senador José Porfírio, Portel, Porto de Moz, Melgaço e Gurupá. 